# Mont-sous-Vaudrey
Mont-sous-Vaudrey – miejscowość i gmina we Francji, w regionie Burgundia-Franche-Comté, w departamencie Jura.
Według danych na rok 1990 gminę zamieszkiwało 1099 osób, a gęstość zaludnienia wynosiła 74 osoby/km² (wśród 1786 gmin Franche-Comté Mont-sous-Vaudrey plasuje się na 152. miejscu pod względem liczby ludności, natomiast pod względem powierzchni na miejscu 213.).